# Mesochorus extremus
Mesochorus extremus là một loài tò vò trong họ Ichneumonidae.